# Caminheiro-grande
O caminheiro-grande. petinha-de-peito-ocre ou caminheiro-dourado (Anthus nattereri) é uma espécie de ave da família Motacillidae.
Pode ser encontrada nos seguintes países: Argentina, Brasil e Paraguai.
Os seus habitats naturais são: campos de gramíneas subtropicais ou tropicais secos de baixa altitude e plantações .
Está ameaçada por perda de habitat.